# Pomezzana
Pomezzana è una frazione del comune di Stazzema (LU), in Alta Versilia, Toscana, Italia. Si trova ad un'altitudine compresa tra i 600 e i 730 metri s.l.m. ed è circondata da castagneti secolari, collocata alle pendici del monte Matanna in prossimità del “Colle della Castellina”, che sovrasta il paese e dal quale si possono osservare scorci suggestivi delle Alpi Apuane.

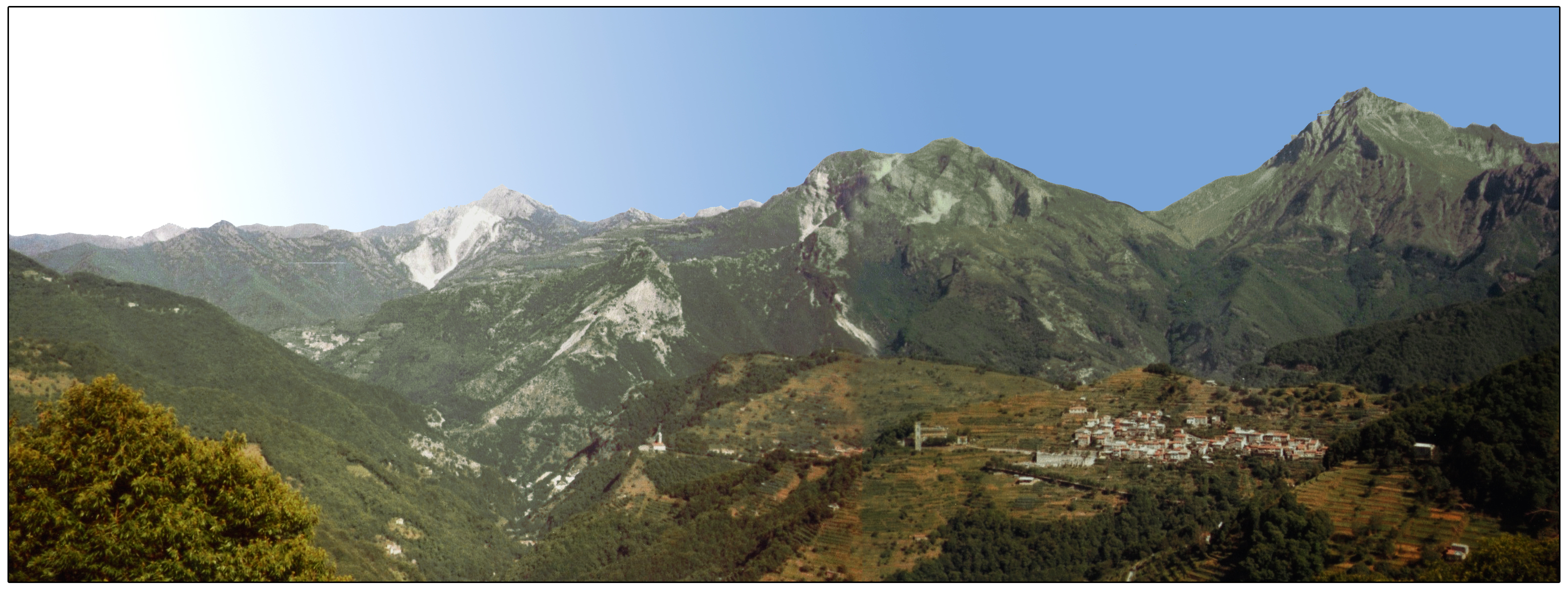
Pomezzana, panorama

## Toponimo
Il toponimo proviene dal gentilizio latino Pometius o Pometum che significa "frutteto".

## Geografia fisica
Il paese fa parte del Parco naturale regionale delle Alpi Apuane ed è collocato sul versante ovest del Monte Matanna. Da Pomezzana parte uno dei principali percorsi per raggiungere il Rifugio Matanna e le vette del Monte Matanna e del Monte Procinto.

## Storia
La prima menzione della località risale al 773. Insieme con Farnocchia costituiva una frazione dipendente dei Signori di Corvaia e Vallecchia nel XII secolo. Comunello irrequieto, fu spesso implicato in contrasti di confine con Casoli, Stazzema e Farnocchia. All'inizio del XIV secolo passò sotto il diretto controllo della Repubblica di Lucca, per poi finire sotto il dominio del Granducato di Firenze nel corso del XVI secolo (verificare). In quei secoli la popolazione, oltre alla coltivazione del castagno e della biada, traeva gran parte della sussistenza dalle cave dei minerali e dalla produzione di forbici e coltelli in acciaio. Nel corso del XVIII secolo cresce l'attività produttiva: nel 1750 erano presenti 24 telai per la lavorazione di lana, canapa e seta, 3 botteghe d'arte del ferro, 3 costruttori edili, un calzolaio e un falegname. La popolazione traeva gran parte del suo reddito anche dalle cave. Con le attività produttive migliorarono anche le infrastrutture: verso il 1775, lungo la mulattiera per Stazzema, si costruì un solido ponte a volta, che permise agli abitanti di non attraversare più il fiume a piedi nudi.La mulattiera per Pomezzana è stata asfaltata nel 1965.Pomezzana aveva una autonoma scuola elementare di cui Italo Baroni è stato il maestro dal 1959 al 1963.

Nel corso del XIX secolo erano sempre in piena attività 3 fabbricanti di “forbici e coltelli” e una cava di lavagna. Nel 1891 sorse la Società Filarmonica “Il Matanna” sotto la direzione dell'Arciprete Michele Milani. Nel 1911 venne approvato il nuovo statuto che istituiva una scuola di musica per la formazione di allievi. La società si è sciolta nel 1977 per mancanza di un numero minimo di musicanti. Risale al 1980 la richiesta di costruire la strada San Rocchino-Alto Matanna, ritenuta opera di estrema importanza sia per la valorizzazione del patrimonio silvo-pastorale che del turismo, nonché per il collegamento con la frazione di Palagnana, completamente isolata dal resto del comune. Ancora oggi l'economia di Pomezzana mantiene un carattere prevalentemente artigianale di antichissima tradizione, soprattutto nel settore della lavorazione del ferro per la produzione di attrezzi agricoli: infatti vanta una produzione di utensili d'acciaio per la scultura del marmo, le cosiddette “raspe”, nota anche all'estero.

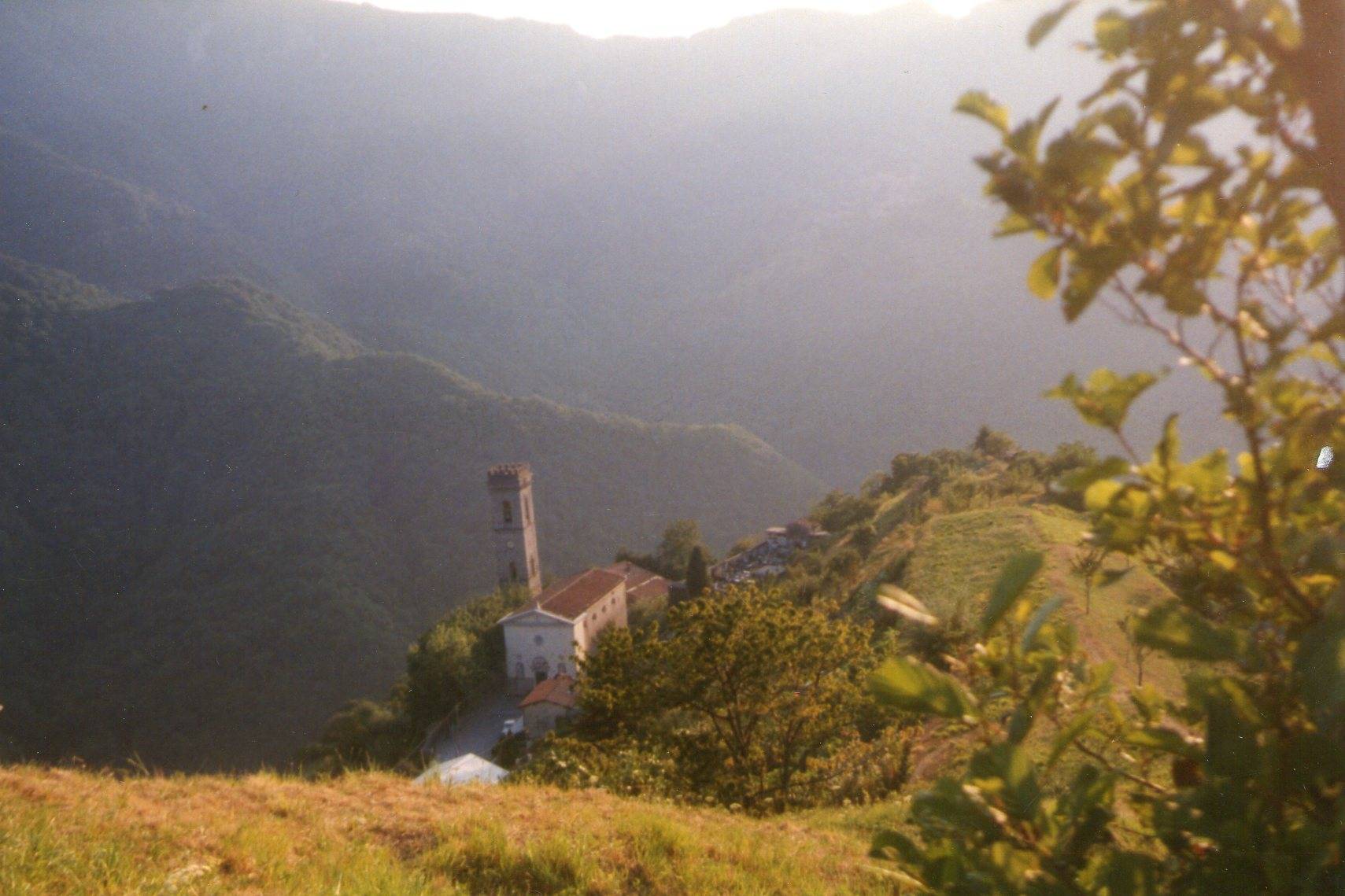
La chiesa di San Sisto

## Monumenti e luoghi d'interesse

### Arcipretura di San Sisto
La prima notizia sulla sua esistenza la troviamo in un estimo del 1377, anche se probabilmente una chiesa esisteva già nel 1260 sotto la dipendenza della pieve di Santa Felicita di Valdicastello. Nella seconda metà del XV secolo subisce un'opera di ampliamento. Nel 1598 vennero spesi 40 scudi per il campanile pericolante e 50 per rifare le campane, e nel 1609 fu spesa la somma di 160 scudi per fondere una nuova campana. Nel 1651 gli fu concesso il titolo di arcipretura e il fonte battesimale. Nel 1789 venne inglobata dalla Diocesi di Pisa.
La chiesa attuale fu costruita sul luogo dell'antica tra il 1860 e il 1864 e venne consacrata l'11 luglio 1876 (Giulio Salvatori ne “Gli ultimi ferrieri” sottolinea che “nel 1883 fu portata a termine una grande ristrutturazione: era parroco l'arciprete Barlam Pardelli. Una lapide sulla facciata della chiesa ne fa testo”).
Nel 1912 un terremoto fece cadere la volta della chiesa, danneggiò la sacrestia e la canonica e rese impraticabile il campanile, che venne demolito. Grazie al contributo degli abitanti di Pomezzana furono ristrutturate la chiesa e la canonica, e nel 1915 venne nuovamente eretto il campanile. La chiesa ha un ricco patrimonio di opere di arte sacra e di arredi, tra cui sono da menzionare: una croce astile in argento databile tra la fine del XIII e l'inizio del XIV secolo opera di argentieri lucchesi, una tela di Gaspare Mannucci raffigurante l'Ultima Cena e risalente agli inizi del ‘600 (restaurata nel 2001 da Sonia Balderi e Daniela Frati) collocata nel 2° altare a sinistra ed una pala processionale del 1490 raffigurante la Madonna col Bambino tra i Santi Sisto e Pietro, opera del pittore Bernardino del Castelletto, attualmente custodita nel Museo Nazionale di Villa Guinigi a Lucca. In chiesa è stata collocata una copia recente di questo dipinto, realizzata dal pittore Vittorio Malagò.
Parroci di Pomezzana: dal 1945 al 1950 don Alfredo Baroni, dal 1950 al 1958 don Bruno Filippi, dal 1958 al 2000 don Donato Morisini
La collezione di argenterie e parati liturgici comprende diversi oggetti di gran pregio, tra cui una croce astile in argento databile alla prima metà del XIII. 
Il nuovo altare in legno e le stazioni della via crucis sono opera recente dello scultore Piero Milani. Il campanile risale al 1914 e nel 1918 vi furono trasportate tre grandi campane: la maggiore che dà sul sagrato, la mediana è opposta al cimitero e la più piccola si affaccia sul paese di Farnocchia. Furono inserite successivamente altre due piccole campane, che sono state poste nel finestrone che dà sull'abside.
Le Campane sono tra le più grandi del comune, intonate in Mib parecchio calante.

## Cultura
Il 6 agosto si festeggia san Sisto (papa Sisto II), patrono del paese. Durante la festa per molti anni veniva lasciata andare in aria una enorme mongolfiera che portava un saluto agli abitanti del luogo dove si sarebbe poi andata a posare.